# Kemal Derviş
Kemal Derviş (ur. 10 stycznia 1949 w Stambule, zm. 8 maja 2023 w Waszyngtonie) – turecki ekonomista, nauczyciel akademicki i polityk, minister i deputowany, w latach 2005–2009 administrator Programu Narodów Zjednoczonych ds. Rozwoju.

## Życiorys
Urodził się 10 stycznia 1949 w Stambule. Wyższe wykształcenie ekonomiczne zdobył na London School of Economics (LSE) – w 1968 uzyskał bakalaureat (BSc) a w 1970 magisterium (MSc) z ekonomii. W 1973 doktoryzował się w katedrze ekonomii na Uniwersytecie Princeton. W latach 1973–1976 był pracownikiem naukowym uczelni technicznej ODTÜ w Ankarze. W międzyczasie pełnił funkcję doradcy premiera Bülenta Ecevita. W latach 1976–1978 wykładał na Uniwersytecie Princeton. Jego zainteresowania naukowe objęły m.in. modele wzrostu gospodarczego, rozszerzenie Wspólnot Europejskich i Unii Europejskiej, a także relacje transatlantyckie.
W latach 1977–2001 pracował w Banku Światowym, zajmował stanowiska dyrektora działu ds. strategii przemysłowej i handlowej oraz dyrektora departamentu ds. Europy Środkowej. W latach 1996–2000 pełnił funkcję wiceprezesa banku ds. Bliskiego Wschodu i Afryki Północnej, a w latach 2000–2001 był wiceprezesem banku ds. redukcji ubóstwa. Wspierał procesy pokojowe na Bałkanach i na Bliskim Wschodzie.
Od marca 2001 do sierpnia 2002 Kemal Derviş pełnił funkcję ministra stanu do spraw gospodarczych w rządzie Bülenta Ecevita. Zajął się opracowaniem i wdrażanie programu reform po kryzysie finansowym, jaki dotknął kraj w lutym 2001. Zrezygnował ze stanowiska, gdy doszło do poprawy sytuacji gospodarczej. Wstąpił do Republikańskiej Partii Ludowej, a w listopadzie 2002 został wybrany na deputowanego do Wielkiego Zgromadzenia Narodowego Turcji. Mandat poselski sprawował do 2005.
Od sierpnia 2005 do marca 2009 był administratorem Programu Narodów Zjednoczonych ds. Rozwoju (UNDP). W marcu 2009 został wiceprzewodniczącym Brookings Institution, a także dyrektorem programu gospodarki globalnej i rozwoju tej organizacji. Funkcje te pełnił do listopada 2017.

## Życie prywatne
Był żonaty z Catherine Derviş, obywatelką USA.

## Wybrane publikacje
- General equilibrium models for development policy (razem z Jaimem de Melo i Shermanem Robinsonem), 1982.
- A Better Globalization: Legitimacy, Governance, and Reform (razem z Cerenem Özerem), 2005.

## Odznaczenia
- Order Wschodzącego Słońca I klasy (Japonia, 2009)[8]